# Annie van Duyn
Johanna Elberta van Duyn of van Duijn (Delft, 12 september 1915 - Houston (Texas), 3 mei 2008) was een Nederlands actrice.
Annie van Duyn debuteerde in 1927 in een operette bij Jacques van Bijlevelt. Ze heeft zich daarna hoofdzakelijk op toneel toegelegd, vooral bij gezelschappen in Den Haag en voor Cor van der Lugt Melsert bij het Vereenigd Rotterdamsch Hofstad Toneel. Van Duyn verliet dit gezelschap om voor Majestic Film te werken; na een hoofdrol te hebben vervuld in Suikerfreule (1935) werd haar een jaarcontract aangeboden. Ze werd aangesteld in een film van Haro van Peski met Johannes Heesters (naar een scenario dat speciaal voor het tweetal werd geschreven), maar deze film kwam nooit tot stand. Ook plannen van de studio om Van Duyn te laten acteren in buitenlandse films werden niet gerealiseerd. In 1937 nam ze van Lien Deyers de hoofdrol in Drie Wensen ( een Nederlands-Italiaanse productie die gedraaid werd in Cinecitta in Rome) over. Annie's filmcarrière floreerde niet, en in 1937 keerde ze terug naar het theater; ze engageerde zich met het Nieuw-Schouwtoneel onder leiding van Frits Bouwmeester jr.. In 1941 maakte Van Duyn deel uit van het Residentie Toneel. In 1952 speelde Van Duyn met de Haagse Comedie in het door Cees Laseur geregisseerde blijspel Verboden voor onbevoegden.
Van Duyn was, voor zover bekend, slechts één keer op de Nederlandse televisie te zien, in het stuk Gasten op het kasteel dat in het seizoen 1957/1958 door de AVRO werd uitgezonden. Wel was ze veel te zien in Nederlandse speelfilms. De laatste was Een Koninkrijk voor een huis uit 1949. Na in het huwelijk te zijn getreden met J.W Horn vestigde zij zich in de Verenigde Staten. Tot 1976 heeft het echtpaar in o.a. Pakistan en Iran gewoond. Annet heeft in die periode mannequin opleidingen gegeven. Nadat zij zich in 1976 weer vast in de VS hadden gevestigd heeft Annet eerst een aantal jaren in the box office van het Alley Theater in Houston gewerkt, waarna zij tot haar 86e jaar als receptioniste in de gym van the Enron Company werkzaam was. Haar 75e verjaardag heeft zij in Holland gevierd in het bijzijn van haar broer en zijn gezin en een aantal oud-collega-acteurs en -actrices. Dit was tevens de laatste keer dat Annet in Nederland was. Daarna werd zij tot haar overlijden jaarlijks in Houston bezocht door haar nichtje.

## Filmografie
- Gemeinsame Normdatei: 1062248279
- Virtual International Authority File: 311701550